# Herman Chinery-Hesse
Pour les articles homonymes, voir Chinery et Hesse.
Herman Chinery-Hesse, né en 1963 ou en 1965 à Dublin et mort le 16 septembre 2024, est un entrepreneur technologique ghanéen et le fondateur de SOFTtribe, une société de logiciels au Ghana,.
Il est populairement connu sous le nom de Bill Gates du Ghana,,,,,,.

## Biographie
Herman Chinery-Hesse est né à Dublin en 1963 de Lebrecht James Chinery-Hesse et Mary Chinery-Hesse. Son grand-père maternel, Robert Samuel Blay était avocat mais aussi juge à la Cour suprême du Ghana pendant la Première République.
Chinery-Hesse effectue ses études à la Mfantsipim School (en) de Cape Coast et à l'université d'État du Texas. Il est récipiendaire du Distinguished Alumnus Award de la Texas State Alumni Association et de la Texas State University-San Marcos ainsi que du Outstanding Ghanaian Professional.
En 2003, il fonde SOFTtribe, la plus grande et la plus ancienne société de logiciels du Ghana,.
En 2016, Chinery-Hesse dresse la liste des 15 innovateurs noirs en STIM.
En mars 2019, il est nommé président du Commonwealth pour les initiatives commerciales et technologiques en Afrique.
Il décède le 16 septembre 2024 à Dublin.